# 安蒂·托尔迈宁
安蒂·托尔迈宁（芬蘭語：Antti Törmänen，1970年9月19日—），生于埃斯波，芬兰男子冰球运动员。他曾代表芬兰国家队参加1998年冬季奥林匹克运动会冰球比赛，获得一枚铜牌。